# 桜華に舞え -SAMURAI The FINAL-
『桜華に舞え -SAMURAI THE FINAL-』（おうかにまえ サムライ ザ・ファイナル）は宝塚歌劇団のミュージカル作品。正式タイトルはグランステージ『桜華に舞え -SAMURAI THE FINAL-』。作・演出担当は齋藤吉正。

## 概要
2016年8月26日から10月3日（新人公演は9月13日）に宝塚大劇場、同年10月21日から11月20日（新人公演は11月10日）に東京宝塚劇場にて、星組により上演。
幕末の動乱期に雄大な桜島がそびえる薩摩藩。明治維新の立役者、桐野利秋の生涯を描くミュージカル。併演はロマンチックレビュー『ロマンス!!』。なお、本公演は北翔海莉、妃海風トップコンビのサヨナラ公演となる。

## あらすじ
幕末の動乱期に薩摩藩の貧しい城下士の家に生まれた桐野利秋。桐野は西郷の元で戊辰戦争に臨むが、その戦いの最中に会津藩の少女大谷吹優と出会う。彼は吹優の父親を切り殺すが、それと同時に吹優を砲弾から守り、指を二本失ってしまう…。
時は流れ、明治維新の立役者の一人となった桐野だったが、もはや武士の志を必要としない時代に違和感を覚えていた。そんな中桐野は吹優と再会。お互いに密かに慕い合っていたが、吹優は記憶をなくしており、自分が吹優の父親を殺害したことを打ち明けるべきか思い悩む。そしてついに尊敬する西郷は政府を下野することを決心し、桐野も"避けられぬ宿命"西南戦争へと向かう…。

## 主な配役
本公演
- 桐野利秋：北翔海莉[2]
- 大谷吹優：妃海風[2]
- 衣波隼太郎：紅ゆずる[2]
- 大久保利通：夏美よう[2]（専科）
- 西郷隆盛：美城れん[2]（専科）
- 大給夫人：万里柚美[2]
- 大谷隆俊：美稀千種[2]
- 山縣有朋：壱城あずさ[2]
- 川路利良：七海ひろき[2]
- 高木兼寛：如月蓮[2]
- 別府ユキ：白妙なつ[2]
- 篠原国幹：天寿光希[2]
- 衣波タカ：音波みのり[2]
- 大給恒：大輝真琴[2]
- 三村加代：愛水せれ奈[2]
- ウィリアム・ウィリス：輝咲玲央[2]
- 泰三：瀬稀ゆりと[2]
- 竹下チカ：紫月音寧[2]
- 中村スガ：夢妃杏瑠[2]
- 村田新八：夏樹れい[2]
- 大山巌：十碧れいや[2]
- 桐：空乃みゆ[2]
- 犬養毅：麻央侑希[2]
- 池上四朗：漣レイラ[2]
- 八木永輝：礼真琴[2]
- 野村忍介：ひろ香祐[2]
- 小紫：紫りら[2]
- 別府晋介：瀬央ゆりあ[2]
- 中原尚雄：音咲いつき[2]
- 竹下ヒサ：綺咲愛里[2]
- 辺見十郎太：紫藤りゅう[2]
- 夕夏／アオサギ：白鳥ゆりや[2]
- 中村半左衛門：拓斗れい[2]
- 田中文五郎：朝水りょう[2]
- 桂久武：桃堂純[2]
- 中村貞：華鳥礼良[2]
- 別府九郎：彩葉玲央[2]
- 三上卓：綾凰華[2]
- 沙保里：澪乃桜季[2]
- 愛奈姫：真彩希帆[2]
- 松平容保：天華えま[2]
- 三郎：美都くらら[2]
- 西郷小兵衛：天路そら[2]
- 太郎：小桜ほのか[2]
- 幸太郎：天彩峰里[2]

新人公演
- 桐野利秋：天華えま[2]
- 大谷吹優：小桜ほのか[2]
- 衣波隼太郎：綾凰華[2]
- 大久保利通：桃堂純[2]
- 西郷隆盛：音咲いつき[2]
- 大給夫人：綺咲愛里[2]
- 大谷隆俊：朝水りょう[2]
- 山縣有朋：天希ほまれ[2]
- 川路利良：天路そら[2]
- 高木兼寛：希沙薫[2]
- 別府ユキ：美都くらら[2]
- 篠原国幹：夕渚りょう[2]
- 衣波タカ：天彩峰里[2]
- 大給恒：彩葉玲央[2]
- 三村加代：桜里まお[2]
- ウィリアム・ウィリス：夕陽真輝[2]
- 泰三：蒼舞咲歩[2]
- 竹下チカ：七星美妃[2]
- 中村スガ：白鳥ゆりや[2]
- 村田新八／別府九郎：湊璃飛[2]
- 大山巌：拓斗れい[2]
- 桐：美丘安里[2]
- 犬養毅：遥斗勇帆[2]
- 池上四朗：颯香凜[2]
- 八木永輝：紫藤りゅう[2]
- 野村忍介：天翔さくら[2]
- 小紫：蓮月りらん[2]
- 別府晋介：碧海さりお[2]
- 中村尚雄／中村半左衛門／松平容保：隼玲央[2]
- 竹下ヒサ：真彩希帆[2]
- 夕夏：天乃きよら[2]
- アオサギ／幸太郎：きらり杏[2]
- 田中文五郎：草薙稀月[2]
- 桂久武：奏碧タケル[2]
- 中村貞：澪乃桜季[2]
- 三上卓：朱紫令真[2]
- 沙保里：彩園ひな[2]
- 愛奈姫：華鳥礼良[2]
- 三郎：都優奈[2]
- 西郷小兵衛：煌えりせ[2]
- 太郎：二條華[2]

## スタッフ
- 作・演出：齋藤吉正
- 作曲・編曲：青木朝子
- 琵琶奏者：友吉鶴心
- 指揮：塩田明弘
- 振付：花柳寿楽、御織ゆみ乃
- 殺陣：清家三彦
- 装置：國包洋子
- 衣装：加藤真美
- 照明：佐渡孝治
- 音響：大坪正仁
- 小道具：下農直幸
- 歌唱指導：HANNA BUNYA
- 制作・著作：宝塚歌劇団
- 主催：阪急電鉄